# Estola albosparsa
Estola albosparsa là một loài bọ cánh cứng trong họ Cerambycidae.